# Bamba Mamadou
Bamba Mamadou, né en 1952 et mort en janvier 2012, est un homme politique ivoirien. Il est ministre des Affaires étrangères de Côte d'Ivoire du 14 mars 2003 au 3 janvier 2006.